# Alexander Marx
 (septembre 2022).
Alexander Marx (Elberfeld, janvier 1878 - New York, décembre 1953) était un historien, bibliographe et bibliothécaire juif américain.

## Biographie
Né à Elberfeld, en province de Rhénanie, Marx grandit à Königsberg, en province de Prusse-Orientale. Il effectue un service militaire d'un an dans un régiment d'artillerie prussien, et se révèle excellent cavalier. Il étudie ensuite à l'université Frédéric-Guillaume de Berlin, et au séminaire rabbinique de judaïsme orthodoxe de la ville, épousant en 1905 Hannah, la fille du rabbin David Zvi Hoffmann, recteur du Séminaire.
En 1903, Marx accepte l'invitation de Solomon Schechter à enseigner l'histoire au Jewish Theological Seminary of America, et à en être le bibliothécaire. Grâce à cette fonction, qu'il exerce jusqu'à sa mort, pendant 50 ans, il transporte la science du judaïsme depuis l'Allemagne vers les États-Unis.

## Œuvres
Marx a publié des articles dans de nombreuses langues, maîtrisant les langues classiques comme les sémitiques. Il a contribué à des monographies et des articles pour des journaux sur une grande variété de sujets, publiant deux recueils d'essais (Studies in Jewish History and Booklore, 1944 ; Essays in Jewish Biography, 1947), et écrivant avec Max L. Margolis A History of the Jewish people (1927, réédité en 1962). Dans son travail, il insiste sur les aspects sociaux et économiques de la vie, de l'organisation et du statut légal. Il procure au lecteur une histoire juive en un volume, objective, se basant sur des recherches sérieuses, et faisant autorité.
Dans ses dernières années, il est également membre du comité de publication de la Jewish Publication Society of America.

### Comme bibliothécaire
À l'arrivée de Marx en 1903, la bibliothèque de la JTS possédait 5 000 volumes et 3 manuscrits. À sa mort, elle possédait 165 000 livres, et plus de 9 000 manuscrits en hébreu, en samaritain, en araméen et en yiddish, ce qui en faisait la plus importante collection de Judaica du monde.